# ديتريش براندس
ديتريتش براندس حامل وسام «القائد» في الامبراطورية الهندية، وعضو في زمالة الجمعية الملكية (31 مارس 1824 - 28 مايو 1907، بون) هو عالم نبات ألماني بريطاني، وأكاديمي، ومدير حراجي. عمل مع دائرة الغابات الامبراطورية البريطانية في المستعمرات الهندية قرابة 30 عامًا. انضم إلى الخدمة المدنية البريطانية في بورما في عام 1856، وأصبح بعد فترة وجيزة رئيسًا لإدارة الغابات البريطانية في بورما كلها، وعمل مفتشًا عامًّا للغابات في الهند من عام 1864 إلى عام 1883. عاد إلى أوروبا في عام 1883، وقسم وقته بين بون ولندن الكبرى. كرس نفسه بعد التقاعد للعمل الأكاديمي الذي أثمر عنه كتابه البارز «الأشجار الهندية» المنشور في عام 1906. يُعتبر الأب الروحي للحراجة المدارية ووُصفَ أيضًا بأنه الأب الروحي للحراجة العلمية. بالإضافة إلى عمله في الهند، كان له تأثير كبير على إدارة الغابات في الولايات المتحدة.

## نشأته وتعليمه وعائلته
وُلد ديتريتش براندس في مدينة بون (ألمانيا)، كفرد من عائلة براندس التي تعد من عائلات البطارقة الروم، وهو ابن الفيلسوف البارز كريستيان أوغست براندس، الذي كان مدرس ملك اليونان الشاب أوثو، وأستاذًا للفلسفة في جامعة بون. كان جده، خواكيم ديتريتش براندس طبيبًا شخصيًا للملكة ماري، ملكة الدنمارك والنرويج، وعضوًا في الأكاديمية الملكية الدنماركية للعلوم والآداب.
درس في جامعات كوبنهاغن، وغوتينغن، وبون. حصل في عام 1849 على منصب محاضر في علم النبات في بون. كانت اهتماماته في علم الغابات في البداية من منظور عالم نبات.
تزوج في عام 1854 من رايتشل مارشمان، ابنة العالم والمبشر الهندي جوشوا مارشمان وأخت زوجة الجنرال هافلوك. كان أخو زوجته صديق لورد دالوزي، الحاكم العام للهند، وكانت تلك العلاقة هي السبب في ذهابه إلى بورما، وفي نهاية المطاف إلى الهند. توفيت زوجته في الهند في عام 1862، والتقى خلال إجازة مدفوعة لمدة سنتين قضاها في أوروبا بين عامي 1865 و1867 بكاتارينا هاسي وتزوج منها، وكانت تصغره 18 عامًا. انتقلت معه إلى الهند ورُزقا بستة أولاد، توفي بعضهم قبل سن البلوغ.
كان ديتريتش براندس والد قاضي المحكمة العليا، بيرنارد براندس، وجدّ عالم الأحياء، هينينغ براندس.

## مدير الغابات في الهند
كانت الحكومة البريطانية مهتمة باستخدام منتجات الغابات. كان قطع الأشجار غير منظم، وأدركت الحكومة البريطانية بين عامي 1847 و1850 أن الغابات الهندية كانت تضيع. في عام 1850، شكلت الجمعية البريطانية لتقدم العلوم في إدنبرة لجنة لدراسة تدمير الغابات بناء على طلب من هيو كليغهورن. في عام 1855، أصدر لورد دالوزي، الحاكم العام للهند مذكرة من حكومة الهند بتاريخ 1855/8/3. كانت مستندة إلى تقارير قدمها جون ماكليلاند، ثم المشرف على الغابات في بورما (التي كانت آن ذاك جزءًا من الإمبراطورية البريطانية). برزت عند ذلك الحاجة إلى إدارة الغابات.

### بورما
انضم إلى الخدمة المدنية البريطانية في عام 1856 بصفته المشرف على غابات الساج في قطاع بيغو (باغو) في غرب بورما. أصبح في عام 1958 رئيس إدارة الغابات الإمبراطورية في جميع بورما البريطانية.
في ذلك الوقت، كان المسلحون من قبائل كايرن يسيطرون على غابات الساج. أُدخل نظام الحراجة الزراعية، فعمل قرويو قبائل كايرن في قطع وزراعة ومكافحة الأعشاب في مزارع غابات الساج، وسُمح لهم في المقابل بزراعة المحاصيل في السنوات القليلة الأولى بين الأشجار. بعد أن تصبح أشجار الساج كبيرة، يُنقل القرويون إلى أراضٍ جديدة وتُكرر العملية. كنتيجة لتلك العملية، أصبح العديد من القرويين معتمدين على خدمات الغابات الحكومية وازدادت صعوبة سيطرة الدولة على الغابات نتيجة المقاومة المحلية.
اهتم براندس في البداية بعلم النبات. فقد عيناته النباتية ومكتبته النباتية التي كان ينقلها من كالكوتا إلى رانغون جرّاء انقلاب القارب الذي كان يحملها. حملته تلك الخسارة على أن يحول تركيزه من دراسات علم النبات إلى علم الحراج.
تضمنت أعمال براندس حساب حجم أشجار الساج، ومعدل نموها، وتحديد معدل الحصاد، وتطوير خطط حماية الغابات ضد الآفات والحرائق. إضافة إلى أنه وضع قوانين لشراء الخشب، وقوانين لقطع الأشجار، وأقام مناطق من أشجار الساج خاضعة للإدارة تُدعى محميات وعين موظفين لصيانتها.

## المساهمات في إدارة الغابات في الهند
في عام 1864، أصبح براندس مفتشًا عامًا للغابات في الهند، واستمر في ذلك المنصب لمدة 20 عامًا. صاغ تشريعات جديدة للغابات وساعد في إنشاء مؤسسات بحث وتدريب. أسس مدرسة الغابات البريطانية في دهرادون. قُلد براندس وسام رفيق في الإمبراطورية الهندية في عام 1878. وقلد وسام القائد في الامبراطورية الهندية في عام 1887. ساعد في صياغة قانون الغابات الهندية لعام 1865. وثق براندس الغابات المقدسة في راجبوتانا وميسور، وفي تلال غارو وخاسيا التي زارها في عام 1879، وغابة كروغ المقدسة في عام 1868، وفي سلاسل تلال مقاطعة سالم في رئاسة مدراس في عام 1882، وغابات سوامي شولا في ييلاغيريس، والغابة المقدسة في بودور على تلال جافادو، والعديد من الغابات المقدسة في تلال شيفاروي. كان من الأوائل في الهند الذين أشركوا السكان المحليين بشكل رسمي في حماية الغابات.
اهتم بنباتات الغابات أيضًا في شمال شرق ووسط الهند وبالأشجار الهندية. حتى بعد التقاعد، واصل براندس عمله على الغابات الهندية، وبدأ بعمر الخامسة والسبعين عمله الرئيسي في مجال علم النبات، وهو الأشجار الهندية، وذكر فيه 4400 نوعًا نباتيًا. نُشِر لأول مرة في عام 1906، وأُعِيد إصداره عدة مرات بعد ذلك، وكانت آخر مرة في عام 1971. عُيِّن في مدينة «بِلغَات» في مقاطعة مديا براديش مديرًا لمعهد تدريب الحراجيين لفترة طويلة أثناء خدمته.
أنشأ أسلوب الحراجة العلمية التي تُقطع فيها بعض أشجار منطقة معينة وتُزرع أشجار بهدف إنتاج الخشب.

## تقاعده
بعد تقاعده من منصبه كمفتش عام للغابات في الهند في عام 1883، عاد إلى مدينة بون، ولكنه زار إنجلترا بشكل متكرر في السنوات التالية. أقام بشكل دائم في كيو في لندن الكبرى، من عام 1900 حتى عام1906. بعد وقت قصير من عودته إلى بون في أواخر عام 1906، نُقل إلى المستشفى وتوفي بعد ذلك بوقت قصير في 28 مايو من عام 1907.
في تقاعده، كرس الكثير من وقته للنشاطات الأكاديمية التي أثمر عنها كتابه الشهير، الأشجار الهندية، المنشور في عام 1906. أشرف أيضًا على تدريب طلاب علم الحراج في كلية الهندسة الهندية الملكية في إنكلترا لمدة ثمانية أعوام (1888-1896). قاده اهتمامه في الشؤون الأمريكية إلى أن يولي الحراجيين الأمريكيين الآتين لزيارة أوروبا اهتمامًا خاصًا، وتشكره على ذلك في رسالة شكر شخصية الرئيس الأمريكي ثيودور روزفلت في عام 1904.

## تأثير أوسع
عمل براندس أيضًا في تدريس علم الحراج في تلة كوبر في إنكلترا. ألهم وعلم العديد مثل بيرتهولد ريبنتروب، ووليام سكليك، وكارل شنيك من ألمانيا (عندما كان أستاذًا زائرًا في جامعة غيسن)، وغيفورد بنكوت، وهينري غريفز (الرئيسان الأول والثاني لدائرة الغابات في الولايات المتحدة).
ألهم حركة الحراجة في الولايات المتحدة عن طريق الإشراف على بنكوت وغريفز وآخرين ممن أتوا للدراسة معه في ألمانيا، وشارك من خلال مساهمته الكبيرة مع العديد من الرجال مثل تشارلز سبراغ سارجنت وفرانكلين هوف في تأسيس نظام الغابات الوطني في الولايات المتحدة. اعتمد بنكوت بشكل كبير على نصيحة براندس في إدخال إدارة مهنية للغابات إلى الولايات المتحدة وفي كيفية هيكلة دائرة الغابات التي أسسها بنكوت في عام 1905. كان تأثيره كبيرًا جدًا لدرجة أن الرئيس روزفلت أرسل له صورة في عام 1896 مرفقه بهذا الإهداء:
«إلى السير ديتريتش براندس، تعبيرًا عن بالغ التقدير على خدماته للحراجة في الولايات المتحدة. من الرئيس ثيودور روزفلت».

## مناصب وهيئات
أدار جامعة بون.

## جوائز
حصل على جوائز منها:
- زميل في الجمعية الملكية.